# Prunus integrifolia
Prunus integrifolia — дерево, що росте в гірських лісах західної Південної Америки. Воно має набагато більше листя, ніж більшість інших видів роду, до 25 сантиметрів завдовжки, без зубців по краях. Квітки зібрані в видовженв китицв, що піднімається вертикально вгору, а не звисає, як у деяких інших видів.